# Маневрена війна

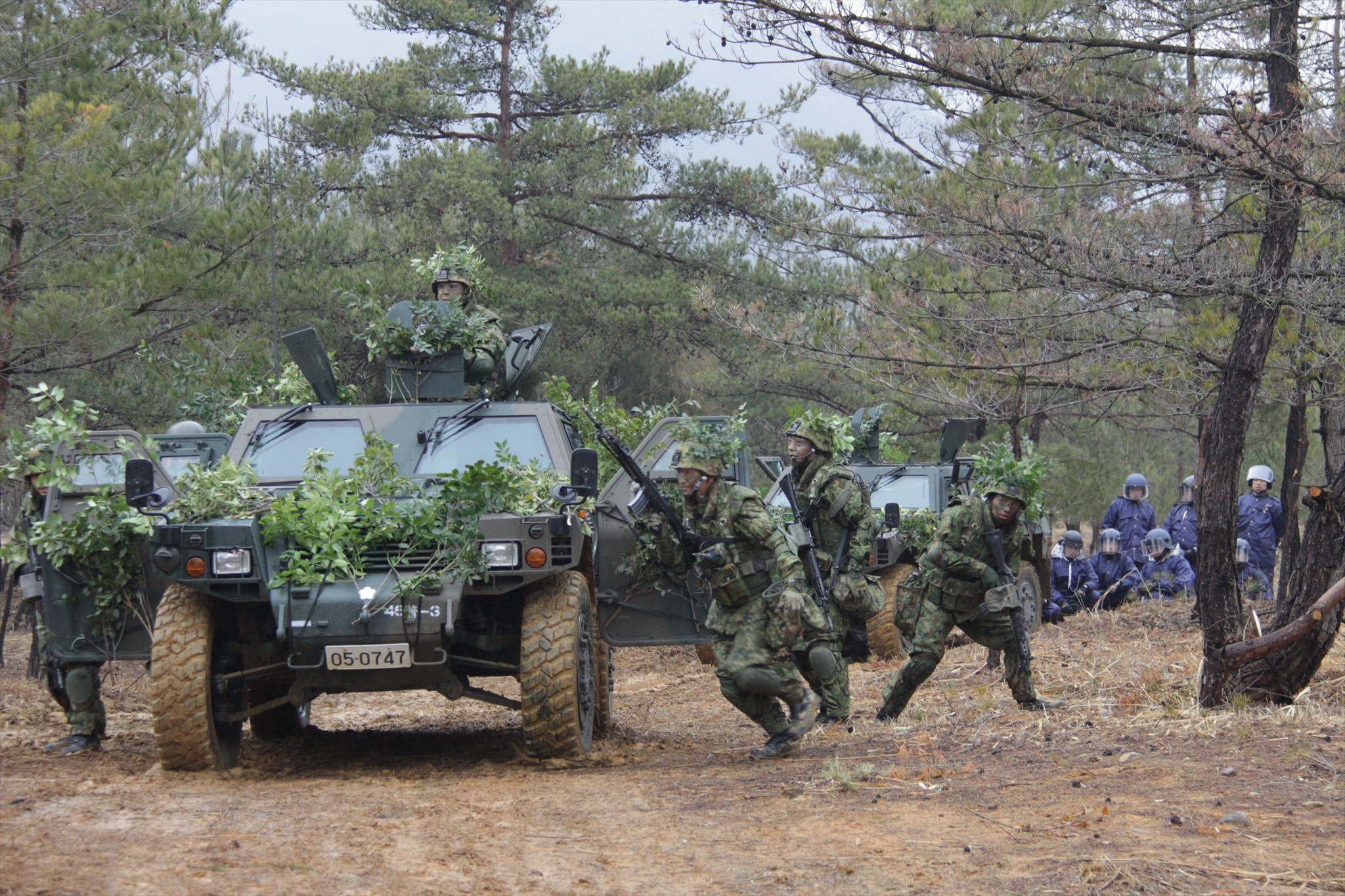
Маневрова група Наземних сил самооборони Японії

Маневрова війна — війна із застосуванням механізованих маневрових з'єднань. 
Метою подібної війни є знищення армії супротивника не в бою, а шляхом відсікання його від баз постачання та основних сил за допомогою маневрів власних військ. Маневрові війни траплялися у всі часи.

## Теорія маневрової війни
Маневрова війна передбачає обхід противника з флангів і завдавання удару в тил, з метою відрізати частину ворожої армії від основних сил і тим самим примусити здатися. Удар наноситься із застосуванням великих мас рухливих військ, при просуванні облоги фортець і міст не ведуться, населені пункти обходяться стороною.

## Історія

### Маневрові війни в епоху античності
Першим прикладом маневрової війни є ассирійські завоювання. Для здійснення своїх цілей вони вперше почали використовувати кінноту (правда, без вуздечок і сідел). В епоху домінування Риму маневрові війни практично зникли: битва при Каннах була блискучим зразком оточення, але в тактичному масштабі.

### Маневрові війни в Середньовіччі
В епоху Середньовіччя всі мобільні з'єднання використовуються для завдавання ударів в лоб, обхідні маневри не використовуються.

### Маневрові війни в ерупорохових воєн
В епоху порохових воєн маневрові війни важливого значення не мали — важливість надавалася лише генеральним битвам. Однак, головнокомандувачі, які йшли на такий крок, нерідко досягали успіху. Визнаними геніями подібних воєн є Фрідріх Великий і фельдмаршал Кутузов.

### Маневрові війни XX століття

#### Перша світова війна
В Першу світову війну ясно намітився перехід від кінних маневрових з'єднань до механізованих. В 1914 році супротивні сторони намагалися випередити один одного в завдаванні удару. На західному фронті це було здійсненням «Плану Шліффена» — удару по Франції через Бельгію. Цей план передбачав оточення французьких військ, зосереджених на кордоні на схід від Парижа. Але в результаті затримки в Бельгії та інших невдач на початку кампанії французи зуміли запобігти охоплення. Тоді армії Франції та Німеччини кинулися до узбережжя, сподіваючись обійти його з боку. На Східному ж фронті російські війська відбили удари Австро-Угорських військ і перейшли в наступ. Однак ці успіхи були досягнуті переважно тактичною перевагою російської армії в боях. В 1916 році під командуванням генерала Брусилова Армія Російської імперії прорвала фронт і розгромила війська Австро-Угорщини (див. Брусиловський прорив).

#### Громадянська війна в Рос. Імперії
Громадянська війна в Рос. Імперії — важливий етап у розвитку концепції маневрових воєн. У зв'язку з величезними відстанями і великою довжиною фронтів, активно застосовувалася кавалерія. Керівництвом РСЧА були зроблені багато операцій, які послужили основою для концепції глибокої наступальної операції.

#### Друга світова
Друга світова війна стала апогеєм розвитку маневрових воєн — розвиток танкових військ дав необхідну швидкість маневру для оточення військ противника. Німецькі стратеги розробили тактику бліцкригу, радянські — глибокої наступальної операції.
Видними майстрами маневрової війни з Німецької сторони були : генерал-фельдмаршал Еріх фон Манштейн, генерал-фельдмаршал Вальтер Модель, генерал-фельдмаршал Ервін Роммель, генерал-фельдмаршал Евальд фон Кляйст, генерал-фельдмаршал Федор фон Бок, генерал-полковник Гайнц Вільгельм Гудеріан, генерал-полковник Герман Гот.
З Радянської - Маршали : Рокосовський, Конєв, а також генерал армії -  Ватутін.

### Маневрові війни сучасності
Після закінчення Другої світової плани ведення бойових дій ґрунтувалися на завдаванні ядерних ударів по території супротивника. Одначе в багатьох конфліктах була важлива роль маневрових з'єднань, в той час, як випадків завдавання атомних ударів по військах супротивника поки не спостерігалося. Основним теоретиком використання танкового «кулака» був СРСР. Механізовані з'єднання застосовувалися при придушенні заколотів в Чехословаччині та Угорщині. Війни в Кореї і В'єтнамі були переважно позиційні. Конфлікти на Синайському півострові відзначалися застосуванням танків і БТРів, але не в стратегічному масштабі.